# Санадиново
Санади́ново (болг. Санадиново) — село в Плевенській області Болгарії. Входить до складу общини Никопол.

## Населення
За даними перепису населення 2011 року у селі проживали 356 осіб.
Національний склад населення села:
| Національність   | Кількість осіб | Відсоток |
| ---------------- | -------------- | -------- |
| болгари          | 331            | 93,8%    |
| турки            | 20             | 5,7%     |
| Всього відповіли | 353            |          |

Розподіл населення за віком у 2011 році:
Динаміка населення: